# اچ‌ام‌اس اسپیت‌فایر (۱۷۸۲)
اچ‌ام‌اس اسپیت‌فایر (۱۷۸۲) (به انگلیسی: HMS Spitfire (1782)) یک کشتی بود که طول آن ۱۰۸ فوت ۱۰ اینچ (۳۳٫۲ متر) بود. این کشتی در سال ۱۷۸۲ ساخته شد.